# Imola

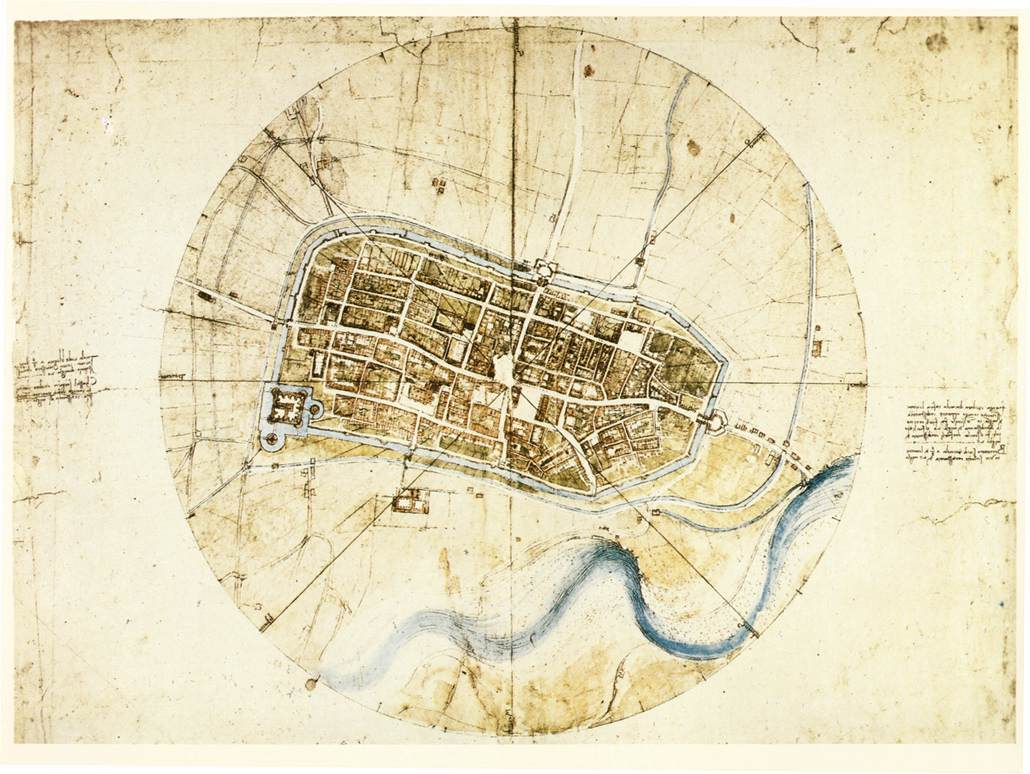
Mappa di Imola di Leonardo da Vinci

Imola (Jomla in romagnolo) è un comune italiano di 69 490 abitanti della città metropolitana di Bologna in Emilia-Romagna. È il maggior comune della città metropolitana per estensione e il secondo per numero di abitanti, dopo Bologna. 
Di origine romana, è in particolar modo caratterizzata da edifici testimoni del suo passato rinascimentale e barocco, quali per esempio la Rocca Sforzesca e Palazzo Tozzoni. Ѐ celebre a livello internazionale per l'Autodromo Enzo e Dino Ferrari, storica sede di Gran Premi di Formula 1 e di competizioni automobilistiche e motociclistiche.
La città è geograficamente e culturalmente parte della Romagna ed è identificata come una delle "Sette Sorelle" di Romagna.
È sede amministrativa del Nuovo Circondario Imolese ed è sede vescovile della Diocesi di Imola.

## Geografia fisica

### Territorio
Imola è situata in Romagna, lungo la via Emilia, nel punto in cui la valle appenninica del fiume Santerno sfocia nella pianura Padana. Il territorio comunale è per la maggior parte pianeggiante, eccetto una fascia collinare nella parte meridionale.

### Clima
- Classificazione climatica: zona E, 2292 GR/G

## Storia
(Dante Alighieri, Inferno, Canto XXVII)

### Antichità
La città era anticamente chiamata Forum Cornelii, dopo che il dittatore romano Lucio Cornelio Silla la fondò intorno all'82 a.C. La città divenne un centro di agricoltura e commercio.
Secondo Paolo Diacono, nel 412 Imola fu teatro del matrimonio di Ataulfo, re dei Visigoti, con Galla Placidia, figlia dell'imperatore Teodosio il Grande.

### Medioevo
Il nome attuale deriva dalla locuzione "Castrum Imolae", usata per la prima volta nel VII secolo per indicare l'insediamento sul monte Castellaccio; successivamente il nome passò alla città stessa.
Nella Guerra Gotica (535-553) e dopo l'invasione dei Longobardi, la città fu governata alternativamente dai Bizantini e dai Longobardi. Con l'Esarcato di Ravenna, Imola passò sotto l'autorità papale come il resto della attuale Romagna. Nel IX secolo fu coraggiosamente difesa contro i Saraceni e gli Ungari da Fausto Alidosi. Nel X secolo la famiglia di Troilo Nordiglio acquisì grande potere.
Nei primi secoli dopo il Mille si susseguirono guerre contro i Ravennati, i Faentini e i Bolognesi, così come lotte interne tra gli abitanti di Forum Cornelii, quelli di Castrum Imolae e i Sancassianesi (da Castrum Sancti Cassiani). Nello stesso periodo venne redatto il primo Statuto comunale della città.
Nella disputa tra il Papa e l'Imperatore, Imola fu generalmente ghibellina, sebbene essa ritornò spesso al Papa (per esempio nel 1248). Diverse volte i Signori locali tentarono di ottenere il controllo della città (gli Alidosi nel 1292, Maghinardo Pagani nel 1295). Papa Benedetto XII consegnò la città e il suo territorio a Lippo II Alidosi, il quale venne insignito anche del titolo di vicario pontificio. Il potere rimase alla famiglia Alidosi fino al 1424, quando il condottiero Angelo della Pergola, "capitano" per Filippo Maria Visconti, la prese con la forza cacciando gli Alidosi.
Nel 1426 la città fu riannessa allo Stato Pontificio; il legato papale Domenico Capranica inaugurò un nuovo regime negli affari pubblici.
In seguito essa fu conquistata da diversi condottieri, tra cui i Visconti, dai quali derivano diverse fortezze di confine. Nel 1434, 1428 e 1470 Imola fu dominio degli Sforza signori di Milano. La città fu riportata sotto l'autorità papale quando fu concessa in dote sotto Caterina Sforza, moglie di Girolamo Riario.
Caterina Sforza
La contessa, figlia di Galeazzo Maria Sforza, segnò un periodo della storia di Imola.

Il padre aveva sottratto la città a Taddeo Manfredi, feudatario pontificio. Quando Caterina non aveva ancora compiuto 10 anni, decise di darla in sposa a Girolamo Riario, nipote di papa Sisto IV. Imola costituì parte della dote nuziale di Caterina.
Girolamo Riario fu insignito del dominio sul Principato di Forlì e Imola. Questo portò diversi vantaggi alla città, che fu abbellita con splendidi palazzi, molti dei quali su progetto del celebre Melozzo da Forlì, e luoghi d'arte. Infatti, "durante la sua signorìa in Imola Girolamo Riario fece ivi costruire vari palazzi. Per alcuni di essi l'esecuzione dei lavori fu affidata a Giorgio fiorentino ed ai suoi figli Cecco ed Antonio; per un altro della stessa epoca, ma non proprietà dei Riario, cioè il palazzo Calderini-Paterlini, l'addetto ai lavori fu Francesco Fuzzi da Dozza. Queste costruzioni imolesi, come quelle dei Palazzi Riario di Roma e di Forlì, furono ideate da un grande pittore che era pure architetto e fino dall'epoca romana in dimestichezza con Girolamo: Melozzo da Forlì. Infatti ad un osservatore attento non può sfuggire che la linea è sempre la stessa. A questa geniale e felice intuizione è giunto dopo accurati studi, convalidati da convincenti prove, il prof. Fausto Mancini, direttore della biblioteca musei ed archivio storico della città di Imola".
Dopo soli quattro anni Girolamo fu assassinato, a Forlì, il 14 aprile del 1488 da una congiura. Caterina stessa fu imprigionata, ma poi riuscì abilmente a tornare libera. Poté così recuperare il governo sia di Forlì che di Imola, anche grazie all'appoggio dello zio Ludovico il Moro, sempre interessato a garantirsi in tal modo una certa influenza nella zona della Romagna, per contrastare la presenza di Venezia. Il 30 aprile del 1488 Caterina iniziò il suo governo in nome del figlio maggiore Ottaviano, legittimo erede del principato.
Nel 1494 scoppiò un conflitto tra Ducato di Milano e Regno di Napoli. Caterina inizialmente si mantenne in posizione neutrale. Poi scelse di sostenere il Re di Napoli, ma fu tradita dai partenopei, che al primo attacco dei francesi non la difesero. Si schierò quindi con il Re di Francia, lasciando al suo esercito via libera per raggiungere e conquistare il regno di Napoli.
Papa Alessandro VI decise di riprendere direttamente il dominio dei territori pontifici in Romagna. A questo scopo assoldò Cesare Borgia, cui affidò la guida di un esercito. Il 24 novembre 1499 Cesare Borgia arrivò a Imola. Per evitare il saccheggio, le porte della città vennero aperte dagli abitanti ed egli poté prenderne possesso (25 novembre), dopo averne espugnato la rocca dove il castellano resistette diversi giorni. Caterina, arroccata a Forlì, non poté fare altro che assistere agli eventi.
Con la morte di Alessandro VI (18 agosto 1503), Cesare Borgia perse tutto il suo potere. Caterina rivendicò la signoria su Imola e Forlì presso il nuovo papa Pio III. Il pontefice si mostrò favorevole al ripristino della Signoria dei Riario su Imola e Forlì, ma la popolazione delle due città si dichiarò in maggioranza contraria al ritorno della contessa, per cui lo Stato passò al forlivese Antonio Maria Ordelaffi, che si insediò il 22 ottobre del 1503. Ma le contese per il controllo della città non terminarono, come testimoniano l'aspra disputa tra le famiglie Vaini e Sassatelli.

### Età moderna
Nel 1797 le forze rivoluzionarie francesi insediarono un governo provvisorio. Dopo la parentesi austriaca (1799), nel 1800 Imola fu annessa alla Repubblica Cisalpina. Con la Restaurazione tornò sotto lo Stato Pontificio, nella Legazione di Ravenna. Nel 1859, in seguito ai plebisciti d'annessione al Regno di Sardegna, fu annessa al Regno di Sardegna.
Dopo la creazione del Regno d'Italia, vennero abolite le Legazioni, sostituite dalle Province. La città, con i paesi della vallata del fiume Santerno fu tolta a Ravenna per essere annessa alla Provincia di Bologna, di cui fa parte tuttora.

### Simboli
Stemma
Lo stemma è stato riconosciuto con decreto del capo del Governo del 6 agosto 1928.
Gonfalone
Bandiera
La bandiera è stata concessa con decreto del presidente della Repubblica del 27 gennaio 2020.

### Onorificenze
Imola è tra le città decorate al valor militare per la guerra di Liberazione. Il 12 giugno 1984 è stata insignita della Medaglia d'oro al valor militare per i sacrifici delle sue popolazioni e per la sua partecipazione alla lotta partigiana durante la seconda guerra mondiale:
Il 2 giugno 1971 Imola è stata decorata della medaglia d'oro ai benemeriti della scuola, della cultura e dell'arte: 

## Monumenti e luoghi d'interesse

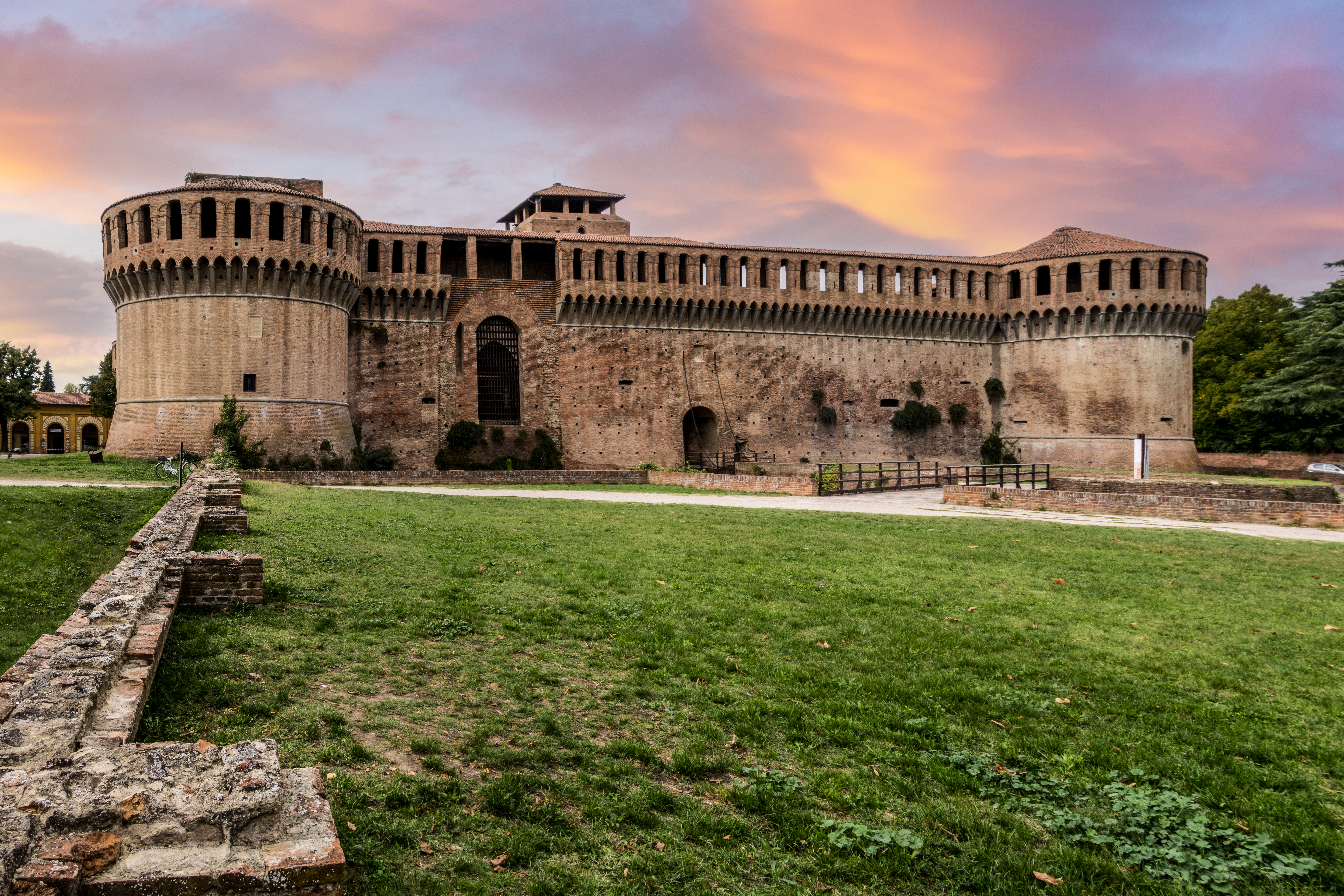
La Rocca Sforzesca, situata vicino al centro di Imola

Nonostante l'incuria e la mancanza di valorizzazione nei secoli, Imola conserva varie vestigia dell'epoca rinascimentale e delle Signorie dei Manfredi e dei Riario-Sforza, spesso realizzate in stile toscano (da artisti quali Mastro Giorgio Fiorentino), ma con cospicuo utilizzo delle decorazioni in cotto, tipiche dell'arte padana. Tra le opere di maggior pregio: la Rocca Sforzesca, il Palazzo Riario-Sersanti (sede del potere dei Riario-Sforza e punto nodale della ristrutturazione rinascimentale della piazza maggiore), il cortile del Palazzo Machirelli (appartenuto a Michele Machirelli, Comandante e Segretario di Stato di Girolamo Riario), il cortile del Palazzo Sassatelli, il Palazzo Calderini (costruito per Pier Paolo Calderini, Magistrato dei Riario-Sforza), il Palazzo della Volpe (destinato ad ospitare gli ospiti d'onore di Girolamo Riario), Porta Montanara, il Convento dell'Osservanza (con il suo chiostro, il monumento a Bianca Landriani, sorella di Caterina Sforza, e il gruppo del Compianto in terracotta), il Santuario della Beata Vergine del Piratello (conserva un ciborio quattrocentesco di particolare pregio; inoltre due vetrate quattrocentesche rappresentanti l'Annunciazione sono custodite nel Museo del Santuario).
Per quanto riguarda l'epoca medievale, si segnalano gli affreschi tardo-gotici conservati nella chiesa inferiore di S. Francesco (oggi parte della Biblioteca Comunale). Tra questi spiccano un'inconsueta iconografia mariana che unisce la rappresentazione della Madonna della Misericordia con quella della Madonna incoronata sotto un baldacchino, ed una Madonna col Bambino che si distingue per la vivacità ed espressività degli sguardi e dei volti. La chiesa di S. Domenico conserva invece il portale e la parte absidale esterna gotici.

### Architetture civili
- Bastioni di Port'Appia
- Casa di Benvenuto Rambaldi
- Casa Gandolfi
- Casa Vacchi-Suzzi
- Farmacia dell'Ospedale
- Palazzo Calderini[15]
- Palazzo Comunale
- Palazzo della Volpe
- Palazzo Machirelli
- Palazzo Monsignani[16]
- Palazzo Pighini
- Palazzo Sersanti
- Palazzo Vacchi
- Palazzo Vescovile
- Parco Tozzoni
- Porta Montanara[17]
- Rocca Sforzesca
- Teatro comunale

Un monumento-simbolo della città è l'orologio monumentale. Collocato sulla torre del municipio, fu costruito nel 1838 dai maestri Domenico e Stanislao Cavina di Civitella di Romagna. Finanziatore dell'opera fu un ufficiale francese, François Guichard, arrivato nel 1797 al seguito di Napoleone, che rimase ad Imola, dove trascorse il resto della sua vita, fino alla morte avvenuta nel 1833. L'orologio fu realizzato grazie al suo lascito testamentario.

Gli ingranaggi e i meccanismi che costituivano il motore originale furono rimpiazzati una prima volta dal Comune nel 1976. Nel 2002 il motore è stato sostituito con un congegno automatico. Nel 2017 l’orologio si è fermato fino al restauro avvenuto nel 2019 nel quale è stato inserito un nuovo sistema di movimentazione elettrica dei quattro quadranti che dall’orologio di comando (installato nel 2002) raggiunge un apposito ricevitore che è stato montato in ogni quadrante (per muovere le lancette) dal momento che gli ingranaggi di trasmissione del movimento, che erano ancora quelli originali del 1838, non erano più idonei.

### Chiese e conventi
Il più importante nucleo religioso della città altomedievale e medievale fu l'abbazia di Santa Maria in Regola.

Gli edifici religiosi di Imola sono:
- Basilica cattedrale di San Cassiano martire
- Chiesa di Croce Coperta[19]
- Chiesa di Santo Spirito
- Chiesa di San Domenico
- Chiesa del Pio Suffragio
- Chiesa di Santa Maria dei Servi
- Chiesa di Santa Maria in Regola
- Chiesa di Santa Maria in Valverde. Contiene opere di Domenico Maria Canuti, Ludovico Carracci e Filippo Pasquali.
- Chiesa di Nostra Signora di Fatima
- Chiesa dei Cappuccini. Nel 1596 il pittore marchigiano Andrea Lilli vi dipinse la Pietà e Santi. Successivamente l'opera fu traslata nel convento dei Cappuccini di Bagnacavallo. Oggi è conservata nel Museo Civico delle Cappuccine della cittadina.[20]
- Chiesa di Sant'Agata
- Chiesa di Sant'Agostino
- Chiesa di Santa Caterina
- Chiesa di San Giacomo dei Filippini
- Chiesa di San Giacomo Maggiore del Carmine
- Chiesa di San Lorenzo
- Chiesa di San Pio
- Chiesa di Santo Stefano
- Chiesa di San Francesco
- Convento dell'Osservanza
- Santuario della Beata Vergine del Piratello
- Santuario della Beata Vergine della Misericordia di Ghiandolino
- Santuario della Beata Vergine della Coraglia
- Cappella del Nuovo Ospedale Civile
- Cappella del Palazzo Comunale
- Cappella di Santa Barbara
- Cappella Istituto Piccole Suore del Bambin Gesù
- Complesso dei Santi Nicolò e Domenico
- Complesso di San Francesco
- Oratorio Beata Vergine del Rosario
- Oratorio del Vecchio Ospedale Civile
- Oratorio di San Macario
- Oratorio di San Rocco
- Oratorio della Madonna detta "della Marconcina", nella frazione Balia

### Aree naturali
Parco Acque Minerali
Comprende una vasta area al di là del fiume Santerno, attorno al monte Castellaccio, una delle prime colline prospicienti la città.
Le origini del parco risalgono al 1830, quando ai piedi del monte furono scoperte quattro sorgenti d'acqua altamente mineralizzata, due che contenevano zolfo e due ferro. Le mineralizzazioni avvenivano rispettivamente negli strati profondi della formazione gessoso-solfifera del Miocene e nelle ghiaie e sabbie dei terrazzamenti quaternari riccamente impregnate di sali di ferro. La scoperta fu opera di un medico condotto, Gioacchino Cerchiari. Già l'anno dopo il fratello Francesco creò il primo stabilimento idroterapico. L'area, che al tempo era utilizzata come fondo agricolo, cominciò ad essere frequentata dagli imolesi. Attorno alle sorgenti di acque minerali nacque il Parco.
Nell'estate 1873 vennero realizzati i primi due ponticelli in legno per l'attraversamento del rio che scorre alla base della collinetta. Venne inoltre decisa l'edificazione di uno chalet a beneficio dei visitatori, per favorire anche la frequentazione dell'area da parte dei forestieri. Fu il primo fabbricato costruito all'interno del parco. Nel 1924 il Comune d'Imola divenne proprietario dell'area. Nel 1931 venne realizzata la fontanella vicina al rio. Nel 1936 fu aperta la fontana a tre getti. Dal dopoguerra l'erogazione delle acque fu discontinua, tanto che nel 1988, dopo varie interruzioni temporanee, venne definitivamente sospesa per l'eccessiva presenza di acido solfidrico. La denominazione Parco delle Acque Minerali comprende tre aree: il monte Castellaccio, le acque minerali "propriamente dette" e lo Stadio "Romeo Galli" con annessi gli impianti tennistici.
Parco Tozzoni
Situato in una vasta area collinare ai margini della zona urbana, il parco è aperto al pubblico dal 1º aprile 1978. La famiglia dei conti Tozzoni acquisì l'area nel 1882 e la utilizzò come riserva di caccia, conferendole il nome di "Parco del Monte". L'ultima erede del casato lo cedette al comune nel 1975. Contigua al parco è la Riserva Naturale Regionale del bosco della Frattona.

## Società

### Evoluzione demografica
Abitanti censiti

### Popolazione
Variazione della popolazione residente a Imola dal 2006 al 2010.
| Data       | Abitanti | Variazione | Italiani | Variazione | Stranieri    | Variazione |
| ---------- | -------- | ---------- | -------- | ---------- | ------------ | ---------- |
| 31-12-2006 | 66 658   |            | 63 251   |            | 3 407 (5,1%) |            |
| 31-12-2010 | 69 116   | + 3,7%     | 62 932   | - 0,5%     | 6 184 (8,9%) | + 81,5%    |

Fonte, Dati Istat al 31 dicembre 2010.

### Etnie e minoranze straniere
Secondo i dati ISTAT al 31º dicembre 2019 la popolazione straniera residente era di 7 450 persone, pari al 10,7% della popolazione. Le nazionalità maggiormente rappresentate in rapporto alla popolazione straniera erano:
1. Romania, 2 270 (30,5%)
2. Marocco, 1 110 (14,9%)
3. Albania, 1 076 (14,4%)
4. Ucraina, 428 (5,7%)
5. Tunisia, 290 (3,9%)
6. Pakistan, 251 (3,8%)
7. Polonia, 237 (3,2%)
8. Moldavia, 214 (2,9%)
9. Cina, 181 (2,4%)
10. Nigeria, 181 (2,4%)

### Religione

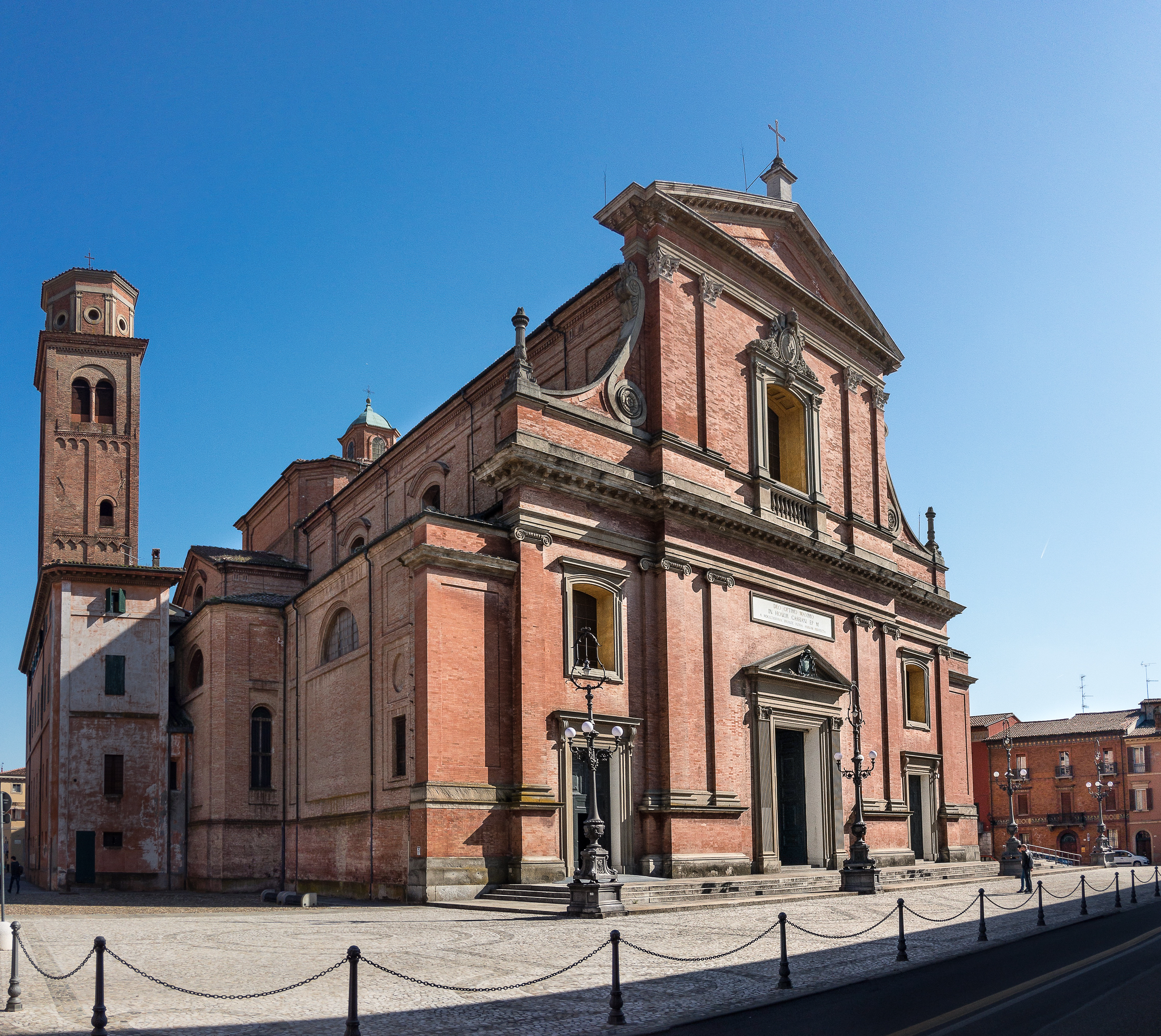
Il Duomo di Imola.

Imola è sede di una diocesi della Chiesa cattolica. La diocesi di Imola comprende, oltre al comune di Imola, altri comuni romagnoli come Lugo, Conselice, Riolo Terme e Casola Valsenio. Le parrocchie del territorio del Comune possono essere divise in tre gruppi:
- Centro Città: S. Cassiano (cattedrale), S. Agata (San Giovanni Vecchio), S. Agostino, S. Giacomo Maggiore del Carmine (che tuttavia ingloba la zona presso la Casa del fanciullo ed anche la zona industriale denominata "Pasquala"), S. Giovanni Battista ("San Giovanni Vecchio"), S. Lorenzo diacono, S. Maria in Regola e S. Maria in Valverde;
- Sobborghi: Croce Coperta, Croce in Campo, Nostra Signora di Fatima, S. Francesco d'Assisi (con la sede nella nuova grande chiesa di S. Pio da Petrelcina), S. Giovanni Evangelista nel quartiere di Zolino (nata nel 1973, è la parrocchia di fondazione più recente), S. Giovanni Nuovo e S. Spirito;
- Frazioni: Balia, Bergullo, Càsola Canina, Chiusura, Ghiandolino, Giardino, Linaro-Ponticelli, Mezzocolle-Ponticelli, Poggiolo-Ponticelli, Montecatone, Ortodònico, Pediano, Cantalupo, Piratello, Pontesanto, San Prospero, Sasso Morelli, Sellustra, Sesto Imolese, Spazzate Sassatelli[25] e Zello.

#### Devozione mariana
Nel territorio di Imola esistono molti luoghi di devozione mariana.
In città
- Chiesa di Santa Maria dei Servi: vi è venerata un'antica immagine della Madonna, con il titolo di Beata Vergine Salus infirmorum. È invocata per liberare la città da pestilenze, carestie, eventi naturali calamitosi e guerre. La sua ricorrenza cade il 2 luglio.
- Chiesa di Santa Maria in Regola: vi è venerata la più antica immagine di Maria esistente a Imola, il Velo della Vergine. È invocata per liberare la città da pestilenze, carestie, eventi naturali calamitosi e guerre. La sua ricorrenza cade il Lunedì dell'Angelo e il 15 agosto.
- Santuario della Beata Vergine delle Grazie (all'interno del Convento dell'Osservanza): vi è venerata l'immagine della Beata Vergine delle Grazie, risalente ai primi anni del XV secolo. È invocata per liberare la città da pestilenze, carestie, eventi naturali calamitosi e guerre. La sua ricorrenza cade il 4 agosto.

Nel forese
- Santuario della Beata Vergine del Piratello: l'immagine, attestata tra il 1483 e il 1489, si trovava originariamente in un pilastro in muratura, collocata in una nicchia. Oggi vi è stata collocata una copia; l'originale è protetta all'interno del Santuario. È invocata per guarigioni da infermità e da ferite riportate in incidenti o in atti cruenti (rapine). Viene festeggiata durante le rogazioni di maggio. Il monastero, un tempo adiacente alla chiesa, è ora il Cimitero del Piratello, inaugurato nel 1821.
- Chiesa dell'Assunzione di Maria Vergine (a Pontesanto): l'immagine, risalente al 1580, è un bassorilievo di scagliola ritrovato al di là di un ponte di legno (da cui il nome della località) sul torrente Correcchio. Oggi è conservata all'interno della chiesa. È invocata per liberare la città da pestilenze, carestie, eventi naturali calamitosi e guerre. La sua ricorrenza cade il 15 agosto.
- Santuario della Madonna della Coraglia: l'immagine, una terracotta smaltata a colori, fu rinvenuta nel 1784 da un ortolano in un fossato lungo la via Coraglia. Sul luogo fu poi edificato il santuario. È invocata per liberare la città da pestilenze, carestie, eventi naturali calamitosi e guerre. Viene festeggiata durante il triduo per la Pentecoste.
- Santuario del Ghiandolino: l'immagine, un lacerto di tela, fu rinvenuta nel 1868 da una contadina, Margherita Galoni in Sangiorgi (1831-1894), nella propria casa, sita in località Ghiandolino. Divenne ben presto luogo di pellegrinaggio. Poco lontano fu poi edificato il primitivo santuario. La devozione alla sacra immagine continuò anche dopo che la famiglia Sangiorgi si trasferì dalla parrocchia di Ghiandolino a quella di Pediano. Nel 1915 il vescovo d'Imola Paolino Tribbioli approvò ufficialmente la devozione e nel 1948 Benigno Carrara incoronò la sacra immagine. Dal 1972 si trova nella nuova chiesa parrocchiale di Pediano (circa 7 km da Imola)[26]. È invocata per guarigioni da malattie e soccorso in caso di incidenti. La sua ricorrenza cade la prima domenica di maggio e il 15 agosto.

#### Istituti religiosi
Congregazioni
- «Ancelle del Sacro Cuore di Gesù sotto la protezione di San Giuseppe», congregazione religiosa fondata nel 1876 da madre Lucia Noiret (1832-1899);
- Istituto delle «Piccole Suore di Santa Teresa del Bambino Gesù», fondato il 2 novembre 1923[27] da Maria Antonietta Zanelli (1887–1957) insieme a don Giuseppe Mazzanti. Dal 1938 ha sede in via Emilia, nel centro storico. Madre superiora: madre Filomena Adamo (dal 2 gennaio 2007; confermata nel 2013).

Monasteri e Conventi
In città hanno sede un monastero e un convento:
- Monastero di Santo Stefano (suore dell'Ordine delle clarisse). Badessa: madre Maria Daniela Donato (dal 2012);
- Convento dei Frati Cappuccini. Fu fondato nel 1595 nello stesso luogo in cui si trova oggi. Dal 1975 hanno sede nel convento imolese le opere delle missioni e della stampa della Provincia dell'Emilia-Romagna. Vi ha sede anche il Museo missionario indiano-africano.

Nel campo dell'associazionismo laico, Imola ha una storia ricca di avvenimenti. L'Azione cattolica è presente sin dal XIX secolo. Gli scout sono presenti ad Imola dal 17 aprile 1922, giorno in cui venne pronunciata la prima promessa. Sciolti per ordine del regime fascista, furono rifondati nel 1958.

### Enti e istituzioni
Ospedali psichiatrici «Luigi Lolli» e «Osservanza»

Cortile principale del manicomio centrale di Imola (fine XIX secolo).

Luigi Lolli (1818 - 1896), fondatore e direttore dell'Ospedale psichiatrico di Imola.

Il primo ospedale psichiatrico della Romagna fu costruito a Imola nel 1844, su impulso del vescovo Giovanni Maria Mastai Ferretti. In quell'anno il direttore dell'ospedale cittadino, il medico Cassiano Tozzoli, aprì in un padiglione di S. Maria della Scaletta la sede del manicomio. Nel 1847 divenne «Asilo psichiatrico» e fu abilitato ad ospitare malati provenienti da tutte le diocesi della Romagna. La capienza della struttura raggiunse il numero di 80 posti letto. Nel 1862 Tozzoli lasciò la direzione dell'ospedale psichiatrico a Luigi Lolli (Riolo Terme, 1818-1896). Nominato "direttore permanente" dal 1º gennaio 1863, Lolli decise di disgiungere il manicomio dall'ospedale e fece costruire un edificio ex novo. I lavori presero avvio nel 1869 sotto la direzione dell'architetto romano Antonio Cipolla e terminarono nel 1880. Tutti i degenti furono trasferiti nella nuova struttura, nominata «Manicomio centrale», abilitata ad ospitare fino ad 800 pazienti. Nel giro di pochi anni i letti si rivelarono insufficienti: nuove richieste provenivano da tutte le regioni d'Italia. Lolli progettò allora la costruzione di un secondo edificio. Il progetto prevedeva che le due strutture avrebbero assunto due funzioni differenti: il Manicomio centrale (ridenominato "Villa dei Fiori") avrebbe ospitato i malati acuti e curabili, mentre nel nuovo edificio sarebbero andati i malati "incorreggibili", ovvero i soggetti affetti da patologie mentali croniche. Lolli trovò un terreno a soli 500 metri di distanza da Villa dei Fiori e lo acquistò: si trattava di un'area confinante con il convento «dell'Osservanza». I lavori di edificazione del secondo manicomio durarono dal 1881 al 1890, quando il Manicomio dell'Osservanza venne completato. Il nuovo complesso, come già il Manicomio centrale, venne concepito con una struttura a padiglioni: sei destinati al ricovero dei pazienti e gli altri adibiti a servizi (lavanderia, asciugatoio, officine artigiane, cucina, guardaroba), ambulatorio medico e alloggi del personale e del direttore.
La struttura assistenziale imolese divenne un modello architettonico e terapeutico, tanto che fu scelta come sede del primo congresso nazionale della Società italiana di freniatria (branca della psichiatria), tenutosi dal 22 al 29 settembre 1874. All'Esposizione Internazionale di Bruxelles del 1876 Imola si classificò al terzo posto; a quella di Torino del 1884 la struttura imolese vinse la medaglia d'oro. Lolli fu direttore sia amministrativo che scientifico dell'istituzione fino al 1891 e direttore scientifico fino a poco prima della morte, avvenuta nel 1896. Alla fine dell'Ottocento i ricoverati superavano il migliaio.
Dopo la morte del Lolli, l'ospedale centrale venne messo in vendita. L'acquirente fu la Provincia di Bologna, che nel 1898 rinominò Villa dei Fiori «Manicomio provinciale di Bologna in Imola» e lo destinò ad accogliere i pazienti provenienti dalla sola Provincia di Bologna. La struttura fu diretta, in successione, da Raffaele Brugia, Giulio Cesare Ferrari e Luigi Baroncini. Il manicomio dell'Osservanza, invece, rimase nelle mani della Congregazione di carità e continuò ad ospitare i malati provenienti dalle altre province. Fu diretto da Raffaele Baroncini.
Le due strutture conservarono tale funzione fino al 1978, quando la legge Basaglia sancì la cessazione dei ricoveri in manicomio. La chiusura formale dei due ospedali psichiatrici avvenne il 31 dicembre 1996. Villa dei Fiori è stata demolita nel 2011.
Istituto «Santa Caterina»
Fondato per assistere gli orfani imolesi della prima guerra mondiale, l'Istituto Artigianelli (intitolato a Santa Caterina) nasce il 2 luglio 1915, pochi mesi dopo l'entrata dell'Italia nel conflitto. I locali furono forniti dal cardinale Francesco Salesio Della Volpe che, come lascito testamentario, donò un fabbricato sito sulla via Emilia. Il vescovo Paolino Tribbioli prese contatto con il sacerdote don Angelo Bughetti, che avviò l'opera. Don Bughetti dedicò gli ultimi cinque anni della sua esistenza al completo servizio dell'istituto.

L'istituto ha continuato la sua attività assistenziale per tutto il resto del XX secolo. A partire dal XXI secolo la sua struttura si è modificata da orfanotrofio-collegio a casa d'accoglienza. Una delle attività che ha caratterizzato tale trasformazione è l'oratorio-doposcuola, che accoglie tutti i bambini dai sei anni d'età in poi.
Montecatone Rehabilitation Institute
Istituto ospedaliero specializzato nella cura e nella riabilitazione di pazienti con lesioni spinali e cerebrali.
La vita dell'istituzione può essere suddivisa in tre fasi (foto dell'ingresso):
- Sanatorio: viene fondato sui colli di Montecatone (una delle prime pendici dell'Appennino che sovrasta la città) e inaugurato nell'ottobre del 1936. Ospita ammalati con lesioni midollari, tipologia a quel tempo incurabile (e scomoda per tutte le altre strutture ospedaliere);
- Ospedale: nel dopoguerra la struttura non beneficia di alcun ammodernamento. Maria Antonietta Vannini, direttore sanitario all'inizio degli anni 1970, rimette in sesto l'ospedale, che ha nuova vita dall'11 giugno 1973 come Centro specializzato di riabilitazione. Negli anni seguenti Montecatone diventa un ospedale d'eccellenza: in pochi anni la sua fama valica i confini della regione e diventa un centro noto in tutt'Italia.
- Istituto: nel 1998 l'Ospedale viene trasformato in una società per azioni a gestione mista pubblica-privata. Tre anni dopo viene nominato il successore della dott.ssa Vannini[35], Mauro Menarini. Il nuovo direttore migliora ulteriormente gli elevati livelli di organizzazione interna raggiunti dall'istituto. Oggi il «Montecatone Rehabilitation Institute» mantiene il primato tra gli istituti ospedalieri italiani nel suo settore. I degenti (dato del 2014) sono circa 750 all'anno, che si alternano sui 158 posti letto disponibili. Di questi, il 60% proviene da altre regioni (il primato è della Campania, con 100 permanenze annuali)[36]. Nel 2011 la Regione ha acquistato, tramite l'Ausl di Imola, le quote dei privati (oggi il 99,44% della società per azioni è dell'Ausl di Imola, il restante 0,56% è del Comune imolese). Nel 2017 è stato avviato un nutrito programma d'interventi di ampliamento e ristrutturazione; nel luglio 2018 è stata inaugurata una nuova struttura, tre piani da 400 metri quadri ciascuno, collegata all'edificio storico. Dal 19 dicembre 2018 il direttore dell'istituto è Mario Tubertini (oggi ricopre la carica di commissario straordinario). A Montecatone ha sede la più grande unità spinale d'Italia.

All'interno dell'area ospedaliera ha sede la casa di accoglienza “Anna Guglielmi”, una struttura dotata di 46 camere e 82 posti letto che accoglie i familiari dei pazienti ricoverati.

## Cultura

### Biblioteche
La Biblioteca comunale è nata in seguito alla confisca napoleonica della biblioteca del convento dei frati minori conventuali, presenti a Imola dal XIV secolo. La biblioteca è stata aperta al pubblico l'11 gennaio 1799; dal 1802 è di proprietà del comune. Dal 1898 al 1938 fu diretta da Romeo Galli (Imola, 1872 - ivi, 1945), il fondatore della SACMI.

Durante i due secoli di vita, il patrimonio librario si è arricchito grazie alle donazioni di privati cittadini, tra cui il fondo di Giovanni Codronchi Argeli (1843), l'archivio Sassatelli (1923) e il fondo Andrea Ponti (1957). Oggi la biblioteca comunale gestisce anche l'Archivio storico della città. Il patrimonio librario totale è di 480 000 volumi. Gli iscritti totali al prestito sono 11 880. Sedi decentrate della biblioteca comunale sono situate nelle frazioni di Ponticelli, Sasso Morelli e Sesto Imolese.
Nel 1990 è stata fondata «Casa Piani», la biblioteca comunale per ragazzi. È una delle prime biblioteche in Italia completamente dedicata ai bambini e ai ragazzi. Nel 2010 ha raggiunto il numero di 3 300 giovani lettori iscritti. Casa Piani ha due sedi decentrate, denominate "Pippi Calzelunghe" e "Zigo Zago".
Altre biblioteche di Imola aperte al pubblico sono:
- Biblioteca del seminario diocesano;
- Biblioteca del CIDRA (Centro imolese documentazione resistenza antifascista e storia contemporanea).
- ASFAI (Archivio Storico della Federazione Anarchica Italiana)

### Musei
I musei di Imola sono sette, di cui tre civici e uno diocesano.
I tre musei civici, oltre ad ospitare esposizioni permanenti, sono anche luoghi attorno a cui ruotano attività, mostre e iniziative. L'elenco comprende:
- Museo di San Domenico e pinacoteca. Sono allestiti nei locali dell'ex convento dei Domenicani, risalente al XIII secolo, requisito dallo Stato durante il periodo napoleonico. Il museo offre ai visitatori due percorsi di visita:
  - Collezione d'arte della città: completata nel 2011 comprende 600 pezzi tra dipinti, sculture, disegni, monete e medaglie. L'esposizione ricostruisce per temi una storia per immagini di Imola. Tra le opere vi sono un capolavoro di Lavinia Fontana, famosa pittrice del Cinquecento, ma anche opere di autori contemporanei come Bertozzi & Casoni;
  - Collezione Giuseppe Scarabelli. Fondata nel 1857 dall'omonimo scienziato assieme ad altri tre studiosi imolesi come «Gabinetto di Storia naturale», raccoglie ben 25.000 reperti che variano dall'archeologia alla geologia, alla storia naturale. Chiusa l'istituzione nel 2006, tutta la collezione (oltre 25 000 reperti) è stata trasferita al Museo di San Domenico. L'attuale allestimento è stato inaugurato nel 2013. Il piano terreno del museo è dedicato alle mostre temporanee e a spazi per la didattica musicale;
- Palazzo Tozzoni;
- Collezioni d'armi e di ceramiche della Rocca Sforzesca.

Il Museo diocesano è intitolato a Papa Pio IX, che fu vescovo di Imola dal 1832 al 1846.
Gli altri musei di Imola sono:
- Museo della Cooperativa Ceramica di Imola;
- Collezione Benito Battilani (moto d'epoca e storiche);
- Museo Checco Costa.

Nel 2024 l'abitazione dello scultore Germano Sartelli, sita a Codrignano, è stata inclusa nell'elenco delle «Case e studi delle persone illustri dell'Emilia-Romagna».

### Istituti d'istruzione superiore
I quattro istituti d'istruzione superiore presenti a Imola sono:
- l'istituto F. Alberghetti[43], con liceo scientifico opzione scienze applicate, istituto tecnico industriale e istituto professionale per l'industria e l'artigianato[44];
- l'istituto G. Scarabelli - L. Ghini, con istituto tecnico agrario e istituto tecnico chimico;
- l'istituto L. Paolini - Cassiano, con istituto tecnico amministrazione finanza e marketing, istituto tecnico costruzione ambiente e territorio, istituto professionale per i servizi commerciale e istituto professionale per i servizi socio - sanitari;
- il liceo B. Rambaldi - L. Valeriani - A. da Imola, con liceo classico, scientifico, linguistico, delle scienze umane e delle scienze umane opzione economico - sociale.

### Università
Dal 1997 Imola è una delle sedi distaccate dell'Università di Bologna. Oggi ospita undici corsi di laurea (a numero programmato) e sei master, nelle Facoltà di Agraria, Farmacia, Medicina e Ingegneria. Dal 2008 la sede imolese dell'ateneo è palazzo Vespignani.

Sono circa un migliaio gli studenti della sede romagnola. Dal 1º novembre 2018 Imola è sede anche di un dottorato di ricerca ("Salute, sicurezza e sistemi del verde").

### Associazioni culturali
Il più antico e illustre sodalizio culturale imolese è l'«Associazione per Imola Storico-Artistica» (AISA). Fondata nel 1938 per iniziativa di Luigi Orsini (letterato), Gianluigi Poggiali (ingegnere) e Rezio Buscaroli (critico d'arte, zio di Piero), l'associazione ha come scopo la valorizzazione del patrimonio storico e artistico di Imola e del suo territorio. Il suo primo presidente fu Luigi Orsini (1938-1942), seguito da Rezio Buscaroli (1943-1946). L'attuale presidente è, dal 2000, lo storico Andrea Ferri.
Il più antico circolo cittadino imolese tuttora esistente è il «Silvio Pellico», nato nel 1911 a Palazzo Monsignani. Fu fondato da don Angelo Bughetti come centro di ritrovo e di crescita per i giovani dai 15 anni in su. Oggi il circolo (che dal 2008 ha sede all'ex convento dell'Osservanza) rappresenta un punto di riferimento nel panorama educativo e culturale cittadino.

### Associazioni musicali
L'associazione musicale più antica è la «Banda Musicale Città d'Imola». Fondata nel 1823 come «Filarmonica Imolese», l'associazione, oltre ad essere presente nelle manifestazioni più importanti della vita pubblica imolese, svolge un'intensa attività di educazione musicale nelle scuole cittadine. Nel 2011 contava 150 iscritti, di cui 100 sono componenti effettivi della Filarmonica della Banda.
La Fondazione Accademia Internazionale di Imola «Incontri col Maestro». Costituita dal pianista e docente Franco Scala, è un istituto di perfezionamento musicale, in particolare pianistico, nel quale oggi sono attivi otto insegnamenti (pianoforte, violino, viola, chitarra, violoncello, flauto, composizione e musica da camera). Nata nel 1981 come associazione, nel 1989 avviene la fondazione come accademia vera e propria; in quell'anno trova sede all'interno della Rocca Sforzesca. Dal 1994 ha a disposizione anche una parte del piano nobile di palazzo Monsignani.

Il 24 giugno 2014 «Incontri col Maestro» è stata insignita del prestigioso Premio nazionale Presidente della Repubblica. La Fondazione è sostenuta, tra gli altri, dal Ministero dei Beni Culturali ed è riconosciuta scuola d'eccellenza. Nel 2019 i titoli rilasciati sono stati equiparati alle lauree triennali e magistrali, cioè sono stati riconosciuti dal Ministero dell'Istruzione come titoli accademici. L'istituzione imolese è stata la prima realtà nazionale in campo musicale ad aver ottenuto questo riconoscimento. Nel 2018 è stata tra i fondatori dell'Associazione italiana formazione delle arti (Aifart); nel 2020 è stata tra i fondatori della Federazione accademie musicali italiane di tradizione (Famit). Dal 2022 prende il nome
Per quanto riguarda la musica tradizionale romagnola, Imola ha dato i natali a una delle più celebri formazioni del settore: il «Gruppo canterini e danzerini romagnoli "Turibio Baruzzi"». Fondato con il nome di "Camerata dei canterini romagnoli di Imola" nel 1927, nacque dall'idea di Pietro Tarabusi (Imola, 1895 - ivi, 1975) e dei dirigenti del Circolo degli artigiani di Imola, con l'aiuto del noto musicista Francesco Balilla Pratella. Nel 1928, grazie all'interessamento del compositore lughese, la direzione della corale fu assunta dal maestro fontanese Turibio Baruzzi (1893-1944), che fece dei canterini imolesi una delle formazioni più prestigiose di tutta la Romagna. Il repertorio del sodalizio è costituito dalle cante popolari romagnole. Nel secondo dopoguerra il coro è stato affiancato da un ensemble di tre orchestrali, poi da un gruppo di ballerini. Dal 1954 il nome ufficiale del gruppo è passato da «Canterini romagnoli "Turibio Baruzzi"» a quello attuale. Il corpo di ballo propone danze tradizionali romagnole del XIX secolo. Nel 1984 è stato tra gli undici fondatori dell'Unione Folclorica Italiana. Nel 2002, in occasione del 75º anniversario della fondazione, il gruppo imolese ha ricevuto la Medaglia d'argento del presidente della Repubblica.

### Media
Radio
Nel passato Imola è stata sede di diverse radio indipendenti. Radio Imola, fondata nel 1974, è stata la principale radio imolese. Trasmetteva informazioni, musica rock e leggera. Nel 2006 l'emittente è stata ceduta e le frequenze sono passate a Radio Bruno di Modena. Altre radio imolesi esistite nel passato: Radio Grifone Stereo, Radio Alba, Teleradio Centrale, Radio logica.

### Teatro
A Imola hanno sede tre teatri:
- Teatro comunale Ebe Stignani (il teatro principale della città);
- Teatro comunale Osservanza;
- Teatro Lolli (con spettacoli di teatro contemporaneo e di avanguardia).

### Cinema
- 1959: La grande guerra di Mario Monicelli;
- 1960: Rocco e i suoi fratelli di Luchino Visconti;
- 1961: Il posto di Ermanno Olmi;
- 1962: Una storia milanese di Eriprando Visconti;
- 1963: Il terrorista di Gianfranco De Bosio;
- 1964: Il Vangelo secondo Matteo di Pier Paolo Pasolini;
- 1965: I pugni in tasca di Marco Bellocchio;
- 1966: La battaglia di Algeri di Gillo Pontecorvo;
- 1967: I sovversivi di Paolo e Vittorio Taviani.

La prima sala permanente di Imola fu il Cinema Marconi, aperto nel 1907. Dagli anni venti fu conosciuto come Cinema Modernissimo. Poi in successione aprirono il «Centrale» (1925), il «Cristallo» (1960), il «Jolly» e (nel quartiere Pedagna) l'«Astoria». Alla fine degli anni trenta fu avviata la realizzazione di un cinema sotterraneo nel centro cittadino. I lavori furono interrotti con l'entrata dell'Italia nella seconda guerra mondiale e poi non furono più ripresi.
Nel 1959 il Circolo del Cinema ideò il «Premio Città di Imola», riservato al miglior film italiano presente alla Mostra del cinema di Venezia (in concorso o meno). Il film prescelto veniva premiato con il Grifone d'oro (l'animale mitologico è presente nel gonfalone della città). La giuria, tutta composta da critici cinematografici, era appositamente nominata dai soci del Circolo. Il premio fu assegnato fino al 1968, quando - nel vivo della contestazione, fu dapprima sospeso e poi soppresso. Nel 1980 nacque il cineforum presso il cinema-teatro "Cappuccini".
Fino ai primi anni novanta esistevano a Imola cinque cinema di prima visione. Oggi sono attivi quattro cinema: il «Cristallo», il «Centrale» (che dopo anni di chiusura ha riaperto nel settembre 2011) e due sale parrocchiali: il «Don Fiorentini», riaperto nel 2002 ed intitolato alla memoria del sacerdote imolese don Romano Fiorentini, e il «Pedagna», nell'omonimo quartiere, inaugurato nel 2017.
Dal 1994 al 2016 si è tenuto in città il «Corto Imola Festival», un festival del cortometraggio d'autore. I premi assegnati: miglior corto italiano e miglior corto internazionale.

### Manifestazioni
- Mostra nazionale d'arte figurativa - Fu ideata e organizzata dal pittore Anacleto Margotti. La prima edizione si tenne nel 1946; la XVI e ultima nel 1978. Negli anni il pubblico ha potuto esaminare le opere dei maggiori pittori figurativi italiani. Retrospettive furono dedicate a: Achille Funi, Domenico Rambelli, Giuseppe Romagnoli, Fausto Pirandello, Alfredo Romagnoli, e Giovanni Brancaccio e Antonio Corazza;
- Fiera agricola del Santerno, nata nel 1947 come Fiera del Santerno. Ogni anno richiamava 40 000 persone, con 200 (in media) espositori. Per Statuto la fiera era presieduta dal sindaco della città. Dopo l'edizione del 1992 svoltasi alla Rocca sforzesca, la manifestazione fu sospesa[60]. Nel 2011 la fiera è stata ripresa. Si svolge nell'area attorno alla scuola "Sante Zennaro"[61] (zona sud di Imola) e intende essere la continuazione della manifestazione originale[62][63].
- CRAME (Club Romagnolo Auto e Moto d'Epoca), dal 1966: mostra-scambio di auto e moto d'epoca. È la seconda più importante in Europa, dopo quella di Mannheim, in Germania[64]. La manifestazione è allestita all'interno dell'autodromo e si svolge alla metà di settembre[65][66];
- Imola Summer Piano Festival. A partire dall'estate 2012 l'Accademia Pianistica "Incontri col Maestro" di Imola organizza un festival pianistico estivo, nelle ultime due settimane di luglio. L'evento è in concomitanza con una scuola estiva per giovani pianisti, organizzata dalla stessa Accademia, con alunni provenienti da tutte le parti del mondo, i migliori dei quali sono premiati nella cornice del festival con il Premio Città di Imola. I concerti pianistici e cameristici si tengono all'aperto e sono ad ingresso libero per il pubblico[67][68];
- Dal 1998 al 2006 Imola ha ospitato l'Heineken Jammin Festival [69]

## Economia
Dalle dichiarazioni Irpef del 2011 (basate sui redditi del 2010) emerge che, rispetto all'anno precedente, aumentano coloro che dichiarano più di 100 000 euro (da 500 a 519); peraltro sono aumentati anche coloro che dichiarano meno di 1 000 euro annui (da 290 a 400). Facendo una media, gli imolesi hanno dichiarato 23 946 euro. Tale cifra fa di Imola la città più ricca della Romagna, davanti a Rimini.

### Industria
Il territorio imolese ha una vasta e articolata gamma di tipicità di imprese: cooperazione industriale, cooperazione sociale, piccola e media impresa, terziario.
La peculiarità della struttura economica imolese è la forte presenza di cooperative industriali. Il "padre fondatore" della cooperazione imolese è considerato Giuseppe Bucci. Titolare, assieme al fratello Angelo, di una fabbrica di stoviglie e maioliche nata nel Settecento, il 22 giugno 1874 cedette l'azienda agli operai costituiti nella Società Cooperativa Ceramica Imola (S.C.C.), allo scopo di contribuire “al progresso dell'industria e al miglioramento economico dei suoi lavoratori”. Fu la prima cooperativa di produzione e lavoro fondata in Italia. Lo Statuto prevedeva il conseguimento della pensione dopo 30 anni di attività e l'apertura di una scuola serale di alfabetizzazione per i figli degli operai. Nel corso della seconda metà dell'Ottocento nacquero nel territorio imolese numerose altre cooperative.
All'inizio del XX secolo furono avviate le prime sinergie. Romeo Galli fondò il “Magazzino Generale Cooperativo di Consumo”. Il 21 maggio 1911 16 delle 20 cooperative esistenti crearono la “Federazione Circondariale delle Cooperative di Imola”, sotto la presidenza dello stesso Galli. Imola si mosse in anticipo rispetto al capoluogo di provincia, Bologna. Successivamente nacquero le altre principali cooperative industriali imolesi. In ordine cronologico di fondazione furono: la 3elle (infissi in legno, fondata nel 1908), la SACMI (impianti per l'industria ceramica e del packaging, fondata il 2 dicembre 1919 da Romeo Galli e Giulio Miceti) e la CTI (nel 1930). Il 4 marzo 1932 fu fondata la «Cooperativa Elettricisti Fontanieri Lattonieri e Affini» (CEFLA). Tra il 1939 e il 1940 aprirono a Imola le prime fabbriche belliche, tra cui spiccò la Caproni (apparecchiature per l'aviazione e la marina).
Nel secondo dopoguerra Imola crebbe ulteriormente sviluppando un solido tessuto industriale. La Cogne (che durante la guerra aveva prodotto cannoni e proiettili anticarro) si riconvertì alla produzione civile e divenne una realtà importante nel settore delle macchine tessili. Negli anni sessanta nacquero, in città e nel circondario, molte nuove aziende, soprattutto nei settori metalmeccanico, ceramico e dei laterizi. I lavoratori dell'industria superarono per la prima volta quelli dell'agricoltura, l'attività che fino ad allora aveva impiegato la maggioranza della forza lavoro. Nel 1978 nacque la CESI, società cooperativa edile, che presto divenne una delle maggiori realtà del settore a livello regionale.
Tra gli industriali, uno dei personaggi di maggior rilievo del dopoguerra imolese fu Renato Bacchini. Fu fondatore del Gruppo Benati (macchine movimento terra), della Cerim (ceramiche), dell'Avicola Selice (alimentare) e fu il continuatore di molte altre attività industriali già presenti sul territorio.
Oggi le principali realtà cooperative del territorio sono la Legacoop e la Confcooperative. Le maggiori aziende non cooperative del territorio imolese sono l'IRCE (conduttori elettrici) e la Case (gruppo FIAT), che alla fine degli anni ottanta rilevò gli stabilimenti e la produzione del Gruppo Benati.
Negli anni dopo il 2010 l'economia imolese ha subito duri colpi. Hanno destato preoccupazione i fallimenti di due importanti società cooperative, la CESI (403 soci lavoratori e un indotto di 1 125 imprese) e la 3elle (262 dipendenti e 149 soci). Nel 2014 ha chiuso l'attività la Cognetex ("Cogne società tessile"), che negli anni sessanta-settanta era stata una delle più grandi aziende imolesi.

### Credito e risparmio
La prima banca di Imola fu la Cassa di Risparmio. Venne fondata all'inizio del 1855. Fino a quell'anno l'unico istituto abilitato a prestare denaro era il Monte di Pietà (vedi supra). Fu promossa da un gruppo di cittadini che presentarono il progetto all'approvazione della Diocesi. Il vescovo, cardinal Baluffi, diede il placet e prenotò cinque azioni da venti scudi da destinare ai più bisognosi. Il presidente del primo consiglio di amministrazione fu il noto scienziato Giuseppe Scarabelli.
Nel 1871 venne costituita la Banca Popolare di Credito di Imola.
Tra la fine dell'Ottocento e l'inizio del Novecento si diffusero nel territorio imolese anche le prime casse rurali. Rispetto alla Cassa di Risparmio, il cui intento era favorire il piccolo risparmio, le casse rurali sorsero per fornire canali di accesso al credito per gli agricoltori.
Oltre alle casse rurali, nacquero anche istituti di credito cooperativo per finanziare altri mestieri. Una delle più note fu la "Società Anonima Cooperativa fra gli Operai Birocciai con sede in Imola", costituita il 10 gennaio 1892 ad opera di 11 birocciai.
Ai primi del XX secolo, dalla fusione di undici cooperative di credito nacque la Banca di Credito Cooperativo Ravennate e Imolese, tuttora uno dei più rilevanti istituti bancari del territorio. Nel 1905 aprì la sede imolese del Piccolo Credito Romagnolo, istituto bancario cattolico fondato a Bologna nel 1896.
Nel 1941 il Monte di Pietà (fondato nel 1512) cessò la plurisecolare attività; le sue funzioni passarono alla Cassa di Risparmio cittadina. La locale Cassa di Risparmio, la Banca Cooperativa di Imola (nuovo nome della Banca Popolare di Credito fondata nel 1871) e il Credito Romagnolo sono stati gli istituti che hanno maggiormente sostenuto lo sviluppo economico del territorio imolese nel secondo dopoguerra.
A partire dagli anni novanta, il sistema è radicalmente cambiato. La legge ha favorito le fusioni e le banche locali sono state una dopo l'altra inglobate dai grandi gruppi nazionali. La Banca Cooperativa è stata acquisita dalla Cassa di Risparmio di Ravenna ed oggi si chiama Banca di Imola; il Credito Romagnolo nel 2002 è entrato nel gruppo UniCredit; la Cassa di Risparmio di Imola appartiene al 100% al gruppo Banco Popolare.

### Artigianato
Per quanto riguarda l'artigianato, Imola è rinomata non solamente per la produzione di ceramiche e maioliche, ma anche per la lavorazione del ferro battuto.

## Infrastrutture e trasporti

### Strade
La principale infrastruttura viaria di Imola è rappresentata dalla Via Emilia; su di essa sono svolte autocorse suburbane in servizio di trasporto pubblico a cura della società TPER. In città è inoltre presente un servizio urbano svolto dalla medesima società.
Un'altra importante via di comunicazione, l'ex strada statale 610 Selice o Montanara Imolese, ora strada provinciale 610, attraversa la città da nord-est a sud-ovest per poi risalire la valle del Santerno. La strada collega Imola con l'omonimo casello autostradale sull'A14.

### Tranvie e ferrovie
Dal 1885 al 1935 nella periferia occidentale sorgeva la stazione capolinea della tranvia Bologna-Imola la quale svolgeva un servizio con trazione a vapore gestito dalla Società Veneta.
La città è inoltre servita dalla omonima stazione ferroviaria, posta lungo la linea Bologna-Ancona, nella quale osservano fermata i servizi regionali svolti da Trenitalia Tper nell'ambito del contratto di servizio stipulato con la regione Emilia-Romagna.
Dal 1916 al 1944, nell'area antistante all'attuale, sorgeva una seconda stazione, gestita dalla Santerno Anonima Ferroviaria (SAF), dalla quale partivano i treni della linea per Fontanelice e Massalombarda.

## Amministrazione

### Autonomia del territorio imolese
Imola, pur non essendo a capo di una provincia, gestisce in autonomia alcuni servizi di livello provinciale, nei seguenti campi: amministrativo, multiservizi e sanità.
In campo amministrativo l'autonomia è data dal Nuovo Circondario Imolese, istituito con una legge regionale del 2004. Nato nel 1995, il Circondario Imolese è l'erede dell'Assemblea dei Comuni dell'Imolese (1985-1995), che a sua volta ha preso il posto del "Comprensorio di Imola" (1976-1984). Imola, quindi, ha una storia di autonomia amministrativa più che decennale. Il Circondario, ente pubblico territoriale, si estende su una superficie di 787 km² (tutta interna alla provincia di Bologna) e ha una popolazione di 131.984 abitanti (al 1º gennaio 2011). Ne fanno parte 10 Comuni, di cui sette sono romagnoli (Imola, Dozza, Mordano, Castel del Rio, Fontanelice, Borgo Tossignano e Casalfiumanese) e tre sono emiliani (Castel San Pietro Terme, Medicina e Castel Guelfo di Bologna).
In base a un'intesa stipulata nel 2006 con la Provincia di Bologna, l'Ente Circondario gestisce "in concorso" con l'Ente Provincia alcune importanti funzioni, quali: Pianificazione territoriale ed ambientale; Viabilità; Sviluppo delle attività produttive; Politiche della casa; Edilizia scolastica; Formazione professionale; Parchi territoriali; Turismo e sport. Presidente dell'Ente è il sindaco di Imola.
In campo sanitario, Imola dispone di una propria Azienda Unità Sanitaria Locale (AUSL). L'ente gestisce gli ospedali di Imola e Castel San Pietro Terme nonché i poli sanitari di Medicina e Borgo Tossignano.
Dalla fondazione del Regno d'Italia fino al 2013 Imola è stata sede di tribunale (sezione distaccata del Tribunale di Bologna).

### Gemellaggi
Imola è gemellata con le seguenti città:
- Gennevilliers, dal 3 dicembre 1959
- Pola, dal 17 luglio 1971[80]
- Weinheim, dal 11 ottobre 1991
- Colchester, dal 20 ottobre 1997

È stata gemellata con:
- Zalău, dal 2005 al 2008[81]

Inoltre sono stati sottoscritti patti di cooperazione con le seguenti città:
- Piła, dal 31 gennaio 2017[82]
- Ardakan, dal 21 ottobre 2019 al 4 ottobre 2022[83]

## Sport
Gli iscritti agli enti di promozione sportiva sono 20 000; in città ci sono 96 impianti sportivi, che ogni anno vengono utilizzati da oltre 9 000 utenti.

### Sport motoristici
Nel 1926 nacque l'Associazione Motoristi Imolesi. In pochi mesi organizzò la sua prima manifestazione: il «Circuito dei Tre Monti». La competizione si disputò il 18 luglio 1926, una domenica. Il tracciato (della lunghezza di 12,1 km da percorrere 14 volte) si snodava attorno ai Tre Monti (note alture che sovrastano la città: i colli Pediano, Frassineto e Bergullo). Il luogo di partenza-arrivo era situato lungo il rettilineo che congiunge la chiesa di Croce in Campo (oggi non più esistente) con villa Cerchiari. Nel 1931 l'Associazione Motoristi Imolesi si sciolse. In sua vece fu costituito il Moto Club. Il nuovo sodalizio organizzò sia gare di velocità su strada che gare di velocità fuoristrada (l'odierno motocross): queste ultime si tennero nell'area del parco Acque Minerali, inclusa la salita del monte Castellaccio.
Nel 1946 venne eletto presidente del Moto Club Francesco Costa (per tutti "Checco", 1911-1988). Costa rilanciò l'attività dell'associazione organizzando corse di velocità sulle strade cittadine, le uniche pavimentate all'epoca. La prima gara, denominata «GP Città di Imola», si svolse il 21 luglio 1946.
Dal 1947 al 1950 la competizione fu ridenominata «Coppa Fiera del Santerno»: si disputava ad inizio settembre nell'ambito dell'omonima fiera, manifestazione che richiamava a Imola numerosi visitatori. Dal 1948 il Parco delle Acque Minerali ospitò per diversi anni una prova del Campionato mondiale di motocross. La gara inaugurale, corsa il 23 maggio 1948, fu il primo Gran premio internazionale di motocross mai disputato in Italia. Il tracciato misurava ben 5 km; la pista si snodava tra il Parco e il fiume Santerno, che i motociclisti guadavano in due punti. L'arrivo/partenza era posto in via Romeo Galli. L'appuntamento richiamava tutti gli anni una folla tra le 10 000 e le 30 000 persone. L'attività ebbe termine nel 1965 perché in quell'anno l'area fu convertita definitivamente a parco pubblico. Nel complesso si disputarono a Imola 24 Gran Premi, di cui 9 valevoli per il campionato mondiale (1957-1965).
Il 25 novembre 1947 fu fondato l'«Ente Sport e Turismo Imola» (ESTI). L'ESTI raccolse i finanziamenti per la costruzione di quello che oggi è conosciuto come Autodromo Enzo e Dino Ferrari. La prima pietra fu posta il 22 marzo 1950; l'inaugurazione avvenne il 25 aprile 1953. A partire dal 1972 si è disputata all'Autodromo la «200 Miglia». Ideata anch'essa da Checco Costa, negli anni la manifestazione, una gara di durata, ha richiamato migliaia di appassionati da tutt'Italia e dall'estero. L'ultima edizione si è disputata nel 1985.
La Formula 1 ha disputato all'autodromo inizialmente due gare non valide per il mondiale, il IV Gran Premio Città di Imola il 21 aprile 1963 e il Gran Premio Dino Ferrari il 16 settembre 1979. L'anno successivo ha ospitato per la prima volta una gara iridata, il Gran Premio d'Italia 1980 per problemi riscontrati a Monza. Dato il successo riscontrato, dall'anno successivo fu istituito il Gran Premio di San Marino, che venne corso nello stesso circuito fino al 2006. Dopo un'assenza di 14 anni, la Formula 1 è tornata ad Imola per il Gran Premio dell'Emilia-Romagna, la cui prima edizione si è disputata il 1º novembre 2020.
Oggi le principali associazioni motoristiche imolesi sono: «Moto club Santerno Imola» "Checco Costa"; «Club romagnolo auto e moto d'epoca» (CRAME); «Moto club Imola»; «Moto club "La Stalla"», «Sport club "Il velocifero"», «Associazione "Otello Buscherini"», «Panathlon International» e «Gruppo ex-motocrossisti imolesi».
I motociclisti imolesi più titolati sono: Fausto Gresini, campione del mondo di velocità 1985 e 1987 (classe 125); Andrea Bartolini, campione del mondo di motocross 1999 nella classe 500/Open; Loris Capirossi, campione del mondo Classe 125 e Classe 250; Alex Salvini, vicecampione mondiale di motocross 2010 nella categoria MX3 e campione del mondo Enduro classe E2 nel 2013; Filippo Suzzi, campione italiano nel 1983.

### Pallacanestro
La pallacanestro nasce a Imola negli anni trenta. Le prime partite sono disputate da squadre di studenti. La prima squadra in assoluto è una compagine femminile formata dalla professoressa Torrini, insegnante di ginnastica femminile delle scuole magistrali e del liceo. È lei a trasmettere la passione per la palla a spicchi all'insegnante di ginnastica maschile delle magistrali, il prof. Caleffi. Nel 1934 Caleffi crea la prima squadra maschile. Il primo campionato, un torneo studentesco, si disputa nel 1936. Nello stesso anno nasce la prima società sportiva in senso proprio: la Virtus Imola Sportiva Pallacanestro. Nel 1960 la squadra imolese raggiunge la seconda serie nazionale.
Nel 1967 viene fondata la seconda società cittadina: la Andrea Costa Imola Basket. Per diversi anni milita nelle serie inferiori, finché dalla stagione 1985-1986 inizia un ciclo positivo. Nella stagione seguente si trova nello stesso campionato della Virtus: le due squadre si affrontano in due infuocati derby, da quali esce vincitrice l'Andrea Costa che prevale in entrambi i confronti. È il passaggio di consegne tra le due formazioni. Da allora l'Andrea Costa si è trovata stabilmente ai piani alti del basket italiano, mentre la Virtus non è riuscita ad andare oltre il terzo livello del campionato italiano. Nel 1995 l'Andrea Costa sale per la prima volta Serie A2. Tre anni dopo conquista la Serie A. Nella stagione 1998-1999 l'Andrea Costa di Francesco Vitucci vince gli ottavi nei playoff qualificandosi ai quarti. Vincenzo Esposito è il trascinatore della squadra. È il massimo risultato mai raggiunto da una squadra imolese nel campionato nazionale. L'Andrea Costa totalizza quattro partecipazioni al massimo campionato nazionale, fino al 2002.
Il 2005 è un anno triste per il basket cittadino: fallisce la Virtus. Viene fondata una nuova società, la «Virtus 1936» che riparte dai campionati regionali. Nel 2009 avviene la fusione con un'altra società cittadina dando vita alla «Virtus Spes Vis».

### Società sportive
Sport motoristici
L'«Associazione Motoristi Imolesi» è affiliata al Moto Club d'Italia dal 1926. Il primo presidente è stato Lodovico Ravaglia. Dal 1931 la società ha assunto la denominazione di «Moto Club Imola». Organizza diverse manifestazioni motoristiche (gare di velocità, gimcane, ecc.). Nel 1946 inizia la lunga direzione di Checco Costa, catalizzatore e punto di riferimento per tutto il movimento motoristico imolese. Nel 1957 la denominazione cambia in «Moto Club Santerno-Imola» e poi ancora in «Moto Club Santerno "Checco Costa"».
Ciclismo
Le società ciclistica imolese più blasonata è stata l'«Unione Sportiva Imolese» (nata il 20 marzo 1920), organizzatrice della storica Coppa Placci. La società si è sciolta il 30 marzo 2014. Nel 1995 è nata la «Ciclistica Santerno Fabbi Imola», che dallo stesso anno organizza il Gran Premio Fabbi Imola, manifestazione giovanile (dai 6 ai 16 anni) di livello interregionale. Una particolarità della competizione è che i ciclisti circolano all'interno dell'Autodromo Enzo e Dino Ferrari.
Pallacanestro
La più antica società imolese è la Virtus Imola, fondata nel 1936.

La principale squadra della città è l'Andrea Costa, fondata nel 1967. Entrambe militano in Serie B.

La terza società è la Grifo Basket Imola, fondata nel 1996, militante in Serie C regionale.
Tutte e tre le squadre disputano le proprie partite casalinghe al PalaRuggi (2000 posti).
Calcio
Ha sede nel comune la società di calcio Imolese Calcio 1919, con all'attivo varie stagioni professionistiche fino alla Serie C; disputa gli incontri nello stadio Romeo Galli, presso il parco delle Acque Minerali, avente una capienza massima di 4000 spettatori.
Futsal
Nel 1992 è stata fondata Imola Calcio a 5, che nel 2015 è stata promossa in Serie A2 e l'anno successivo è approdata in Serie A, dove ha militato per due stagioni (2016/17 e 2017/18). La prima squadra è stata sciolta nel 2020.
Nuoto

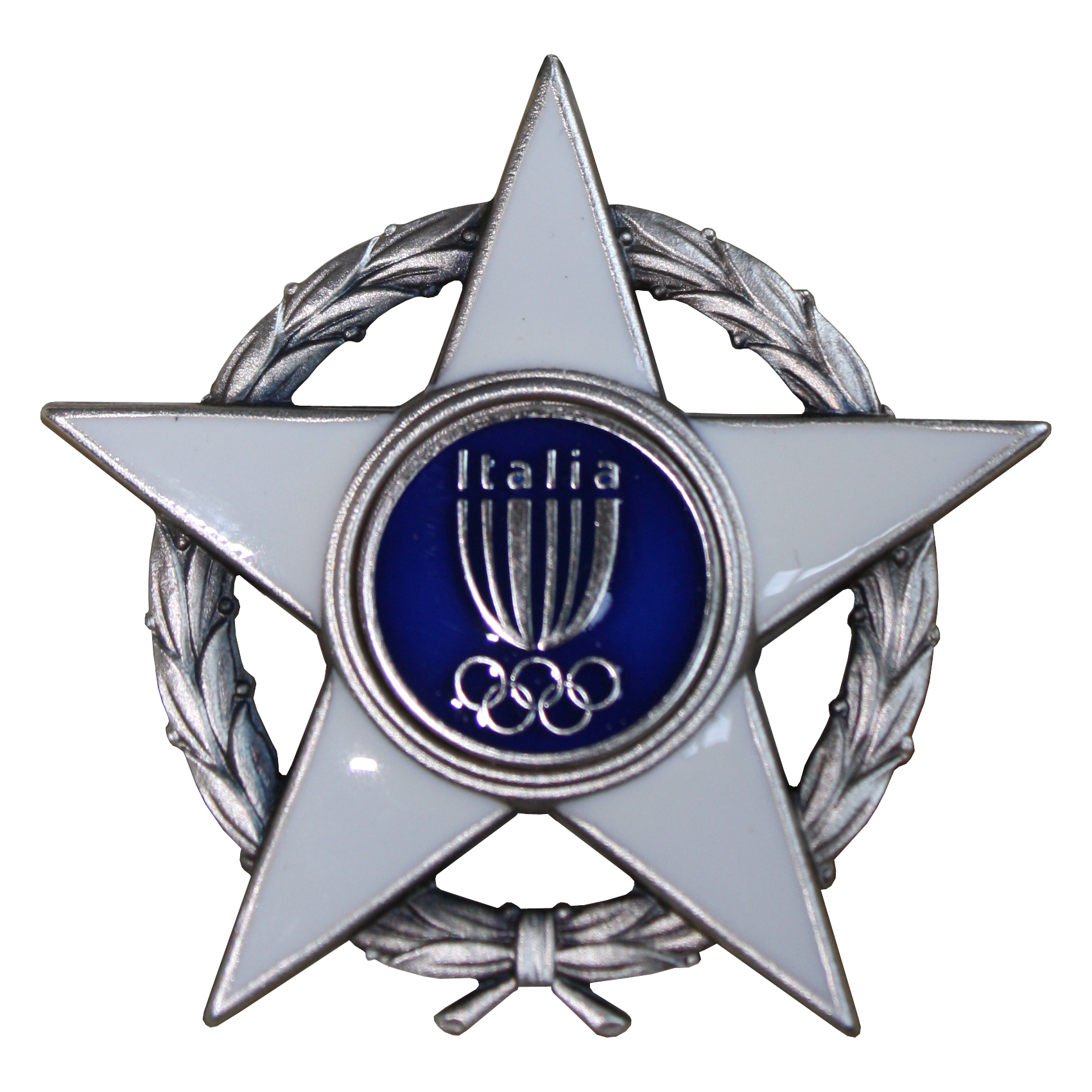
La Stella d'argento al Merito Sportivo, onorificenza assegnata all'Imolanuoto.

Nel 1972 nasce la società Libertas Nuoto Nautica di Imola. Nel 1989 viene rifondata con il nome di Associazione Sportiva Imolanuoto. Nel 1997 approda per la prima volta al Campionato di Serie A. Nel 2018 la società ha conseguito il suo miglior risultato nella Coppa Brema (il campionato italiano a squadre) classificandosi seconda assoluta. Dal 2020 è Centro tecnico federale per gli specialisti della rana.
Atletica leggera
L'«Atletica Sacmi Avis Imola» è la principale società cittadina di atletica leggera. Nata dalla fusione, nel 1994, dell'"Atletica Sacmi Imola" (fondata il 1º gennaio 1964) e della "Polisportiva Avis Imola", è tra le società più importanti della regione. Ha ottenuto significativi piazzamenti anche in ambito nazionale. Nel 2013 ha conseguito per la prima volta nella sua storia la promozione in Serie A1, ovvero la massima serie nazionale della disciplina. Nel febbraio 2016 ha vinto il titolo italiano ai campionati juniores maschili. La Sacmi ha vinto il titolo italiano di società di Decathlon per due anni consecutivi: il 2019 e il 2020. L'impianto di riferimento per gli sport in questione è il già citato stadio Galli.
Baseball
Nel 1979 fu fondata la società Giants, disciolta nel 1981 dopo aver militato solo in campionati minori. Il 21 giugno 1983 è stata fondata la società Redskins, che raggiunse il suo culmine con il campionato nazionale di Serie A2.
Altri sport olimpici
La società di ginnastica artistica di Imola è la "Biancoverde", militante nella massima serie nazionale dal 2020, frequentata anche dall'atleta olimpica Carlotta Giovannini.

La pallavolo femminile è presente in città dal 1969, anno di nascita della Csi Clai.

La società cittadina di lotta è l'«Unione sportiva imolese lotta». Nel 2018 una sua tesserata, Valentina Minguzzi, ha vinto il titolo italiano assoluto femminile nella lotta libera. Nel 2019 Saverio Scaramuzzi ha conquistato il titolo italiano nella categoria 72 kg.

Nel settore arti marziali Imola vanta un campione del mondo 2013: Gionata Zarbo. È imolese, anche se in forza alle Fiamme Oro, Andrea Minguzzi che, il 14 agosto 2008, ha conquistato la medaglia d'oro ai Giochi della XXIX Olimpiade.

Il Circolo tennis "Camillo Cacciari" (il complesso tennistico inserito nel parco delle Acque Minerali) è stato fondato nel 1928 e dal dopoguerra vanta un'attività ininterrotta.

La società di Tiro con l'arco è la "Compagnia Arcieri del Santerno", nata nel 1980.
Rugby
L'A.s.d. Imola Rugby è il club cittadino di rugby a 15. Il Club è stato fondato nel 1978. Negli anni trenta l'imolese Angelo Becca vinse tre scudetti con la maglia degli Amatori Milano (1938, 1939 e 1940). Becca (1917-1996) rimane l'unico imolese ad aver vestito la maglia della Nazionale. Tornando all'Imola Rugby, nella stagione 2012/2013 la prima squadra milita nel Campionato di Serie C ÉLITE.
Il club gestisce anche le squadre cadette del Minirugby (Propaganda), per i ragazzini dai 6 ai 14 anni, e delle Giovanili, per i ragazzi dai 15 ai 18 anni; la "giovane", neonata formazione imolese dei giocatori con più di 35 anni. Dal 2011 è presente anche un club tutto al femminile, le Scarlet ("scarlatte" in inglese).
Pattinaggio a rotelle
Le principali società sono il «Gruppo Imolese Pattinaggio» (strada) «Imola Roller» (artistico) e «Magic Roller» (artistico).
Football americano
I Ravens Imola sono la squadra di football americano di Imola. Fondati nel 2002, i Ravens sono stati Campioni d'Italia Under 21 nel 2012 e Campioni d'Italia di Football a 9 nel 2018.

### Impianti sportivi
Autodromo
La città è sede dell'Autodromo Enzo e Dino Ferrari, dove si disputa dal 2020 il Gran Premio dell'Emilia-Romagna di Formula 1.
L'autodromo Enzo e Dino Ferrari è tristemente famoso per la morte del campione brasiliano Ayrton Senna e dell'esordiente Roland Ratzenberger. La morte di Ayrton Senna fu assai criticata perché la legge italiana stabilisce che non si possono disputare manifestazioni sportive dopo la morte di un atleta durante la competizione. Infatti, Ratzenberger era morto sul circuito il sabato prima della gara durante le qualifiche (30 aprile 1994), mentre Senna morì durante la gara, il 1º maggio 1994; per aggirare la legge fu dichiarato che Roland Ratzenberger era deceduto in ospedale anziché nell'autodromo. Per quanto riguarda gli sport motoristici, l'autodromo ha ospitato gare del Motomondiale fino all'anno 2000, riuscendo però a mantenere la Superbike fino al 2019. Tra il 2007 e il 2019 il Gran Premio di Formula 1 non si è disputato. Ciò ha causato problemi economici alla società di gestione della struttura. Tre delle società che hanno avuto in gestione l'autodromo, di proprietà del Comune, hanno dichiarato fallimento.
Stadio comunale «Romeo Galli»
Sito all'interno del Parco delle Acque Minerali, il campo (105x56 m) ospita le partite della locale squadra di calcio. Comprende una pista di atletica leggera a sei corsie. L'impianto, che può contenere 4.000 spettatori, è dotato di illuminazione. La struttura comprende anche un antistadio (100x56 m) per allenamenti. Nel 2011 ha ospitato la Finale del Campionato europeo femminile Under 19 di calcio.
Complesso sportivo «Ruggi»
Si compone di:
- Piscina coperta di 25 metri (costruita negli anni settanta del XX secolo) e piscina scoperta di 50 metri (realizzata negli anni ottanta);
- Palasport (conosciuto come "PalaRuggi"), sede storica della pallacanestro e della pallavolo imolesi. Il complesso, in esercizio dall'autunno 1970[105], è oggi intitolato ad Amedeo Ruggi (1920-1971), sindaco imolese dal 1962 al 1971, che ne promosse la costruzione.

Altri impianti
- Centro Sportivo “Bacchilega”[106]: tre campi sportivi per partite di calcio e rugby (uno illuminato)
- Piscina "Enrico Gualandi" (inaugurata nel dicembre 2014): piscina di 25 m con due palestre.
- Anello di Pattinaggio “Ricci Petitoni”[107]: anello illuminato di 300 m e pista coperta per pattinaggio a rotelle illuminata (nota come “PalaGenius”)
- Palazzetto dello Sport di via Volta (polivalente), inaugurato il 20 aprile 1974. È intitolato alla memoria dei fratelli Rino ed Armando Ruscello[108];
- Centro Sociale "Campanella": tre campi da tennis illuminati (due coperti); un campo da calcio a 5 illuminato (erba sintetica);
- Centro Sociale "La Tozzona": campi da calcio, tennis ed impianto del baseball
- Kartodromo: sito in località Ponticelli; la pista è omologata dalla Federazione Motociclistica Italiana.

### Manifestazioni sportive
Pallavolo
Imola ha ospitato i campionati Europei dal 23 settembre al 1 ottobre del 1971 un girone maschile con Belgio, Francia, Turchia e Unione Sovietica (vincitrice del campionato e allora la più forte rappresentativa mondiale) ed un girone femminile con Gran Bretagna, Israele e Ungheria. Il comitato organizzatore era composto da dirigenti ed allenatori della "Libertas" 
Comitato d'onore :
Amedeo Ruggi (Sindaco di Imola), Veraldo Vespignani, Laerte Poletti e Giuseppe Margelli (Presidente comitato regionale FIPAV) 
Comitato organizzatore:
Pier Franco Santandrea, Nevio Cavina, Celso Calamelli, Alerio Cavalli, Dulio Gavanelli, Walter Grandi e Orio Pelliconi. 
Collaboratori :
Dante Mazzucca, Giovanni Valvassori, Giovanna Campomori, Mario Mondini, Oliviero Ortolani, Antonio Emiliani, Ermenegildo Gollini, Valerio Guadagnini e Sergio Becca. 

#### Ciclismo
Imola ha ospitato per due volte il campionato del mondo di ciclismo su strada: la prima volta fu nel 1968, con il trionfo dell'italiano Vittorio Adorni al termine di una lunga fuga; la seconda volta fu nel 2020, quando a vincere fu il francese Julian Alaphilippe.
Imola ha una lunga tradizione di rapporti con il Giro d'Italia: la “Corsa rosa” passò da Imola sin dalla prima edizione (tappa Bologna-Chieti, 381 km, 16 maggio 1909). Successivamente, la città è stata sede di arrivo di tappa per quattro volte:
- 1968 (4 giugno, Ravenna-Imola, vittoria di Marino Basso);
- 1992 (3 giugno, Montepulciano-Imola, vittoria di Roberto Pagnin);
- 2015 (20 maggio, Forlì-Imola, vittoria di Il'nur Zakarin);
- 2018 (17 maggio, Osimo-Imola, vittoria di Sam Bennett).

Imola ha ospitato due volte i Campionati italiani di ciclismo su strada:
- 2009: dal 20 al 28 giugno, all'interno della "Settimana Tricolore", organizzata dall'Unione Sportiva Imolese e dal Comune (culminata con la gara in linea Professionisti / 59° Coppa Placci vinta da Filippo Pozzato).
- 2021: il 20 Giugno la città ha ospitato l'arrivo della gara in linea maschile Elite, vinta da Sonny Colbrelli.

Storicamente, la manifestazione ciclistica più importante organizzata a Imola è stata la Coppa Placci, che si è disputata dal 1922 al 2013.
Nella categoria non professionisti spicca la «Granfondo Città di Imola». Si tiene in giugno e fa parte del Circuito romagnolo.
A livello giovanile sono due le principali competizioni che hanno luogo nel territorio:
- dal 1996 nell'ultima settimana di luglio si svolge all'interno dell'Autodromo Enzo e Dino Ferrari il «Gran Premio Fabbi Imola», due giorni ciclistica organizzata dalla Ciclistica Santerno Fabbi. Nel 2013 la prova degli Under 16 (cat. Allievi) ha ricevuto la prestigiosa intitolazione "Coppa Placci", che è stata dedicata ai giovani non essendosi più disputata la prova per i professionisti;
- dal 1999 si tiene il «Memorial Luciano Pezzi», competizione per Under 16. Collocata in calendario a metà settembre, la corsa è diventata una classica di fine stagione.

Nel 1912, in occasione del Congresso Socialista Regionale tenutosi ad Imola, fu creata l'Organizzazione Nazionale dei Ciclisti Rossi, un'associazione dallo scopo prevalentemente politico, nata in seno ai militanti del Partito Socialista Italiano.

#### Podismo
Si svolge a Imola è il Giro dei Tre Monti, una classica del podismo nazionale e internazionale nata nel 1968. La manifestazione si disputa la terza domenica d'ottobre.

#### Tennis
La più importante manifestazione della città sono gli «Internazionali di Imola», un torneo internazionale femminile del circuito ITF che si svolge in luglio. Nato nel 2004, è organizzato dalla Tozzona Tennis Park su campi in sintetico. Dal 2011 gli organizzatori hanno aumentato la durata (8 giorni) e il montepremi, che è stato portato a 25.000 dollari USA.

#### Atletica leggera
Dal 1993 si disputa in giugno il «Memorial Claudia Cavulli», meeting di livello nazionale dedicato alla mezzofondista imolese prematuramente scomparsa.

#### Nuoto
Dal 2018 si tiene nella piscina comunale il «Trofeo Città di Imola - Memorial Mattia Dall'Aglio«. Il meeting, che si disputa in giugno, fa parte del «Circuito Nuoto Italia», serie di meeting di livello internazionale.